# Läufelfingen
Läufelfingen é uma comuna da Suíça, no Cantão Basileia-Campo. Em 2017 possuía 1.321 habitantes. Estende-se por uma área de 8,15 km², de densidade populacional de 161,9 hab/km². Confina com as comunas de Buckten, Diegten, Eptingen, Häfelfingen, Hauenstein-Ifenthal (SO), Känerkinden e Wisen (SO). 
A língua oficial nesta comuna é a língua alemã.

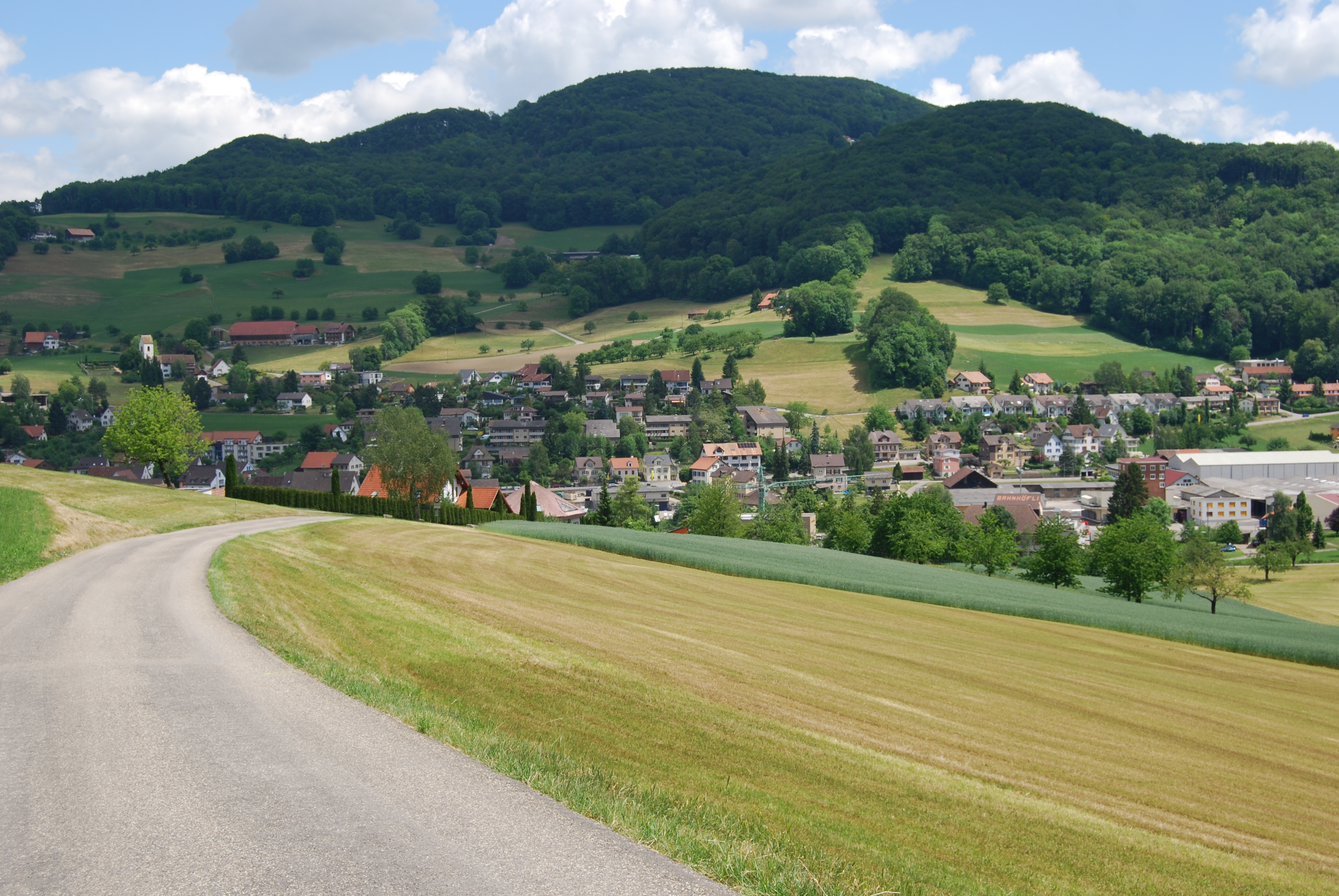
Läufelfingen